# سمكة طائرة ذات جناح المرآة
السمك الأطلسي الطائر (بالإنجليزية: mirrorwing flyingfish)‏ (بالإنجليزية: Hirundichthys speculiger)‏ هو سمك طائر من فصيلة من جنس هرانديكثيس. تم وصفه لأول مرة بواسطة عالم الحيوانات الفرنسي اشيل فالنسيان بـ22 مجلد عمل بعنوان Histoire naturelle des poissons (التاريخ الطبيعي للسمكة) والذي كان باشتراك مع عالم الحيوان جورج كوفييه.

## الوصف
ذات جناح المرآة لديها 10-12 خطوط ناعمة على زعانفها الظهرية، و 11-13 خطوط على زعانف فتحة الشرج، ، أجسادها بشكل عام غامقة، مع إزرقاق في الأعلى ولون فضي-أبيض في الأسفل، الزعنفة الذيلية و الظهرية كلاهما يميلان إلى اللون الرمادي، بينما الزعانف الأخرى بلون زجاجي، الصغار لديهم أجساد متمددة أكثر وزعانف منقطة، البالغين يصل طولهم حتى 30 سم ، ولكن عادةً مايكون طولهم 24 سم.

## المواطن والتوزيع
ذات جناح المرآة معروفة بتواجدها في المياة الدافئة على جميع أنحاء العالم، ولكن الأغلب منتشر في المناطق الاستوائية والمعتدلة. في المحيط الأطلسي، ينشروا على طول المناطق الاستوائية في الشرق وعلى طول سواحل أمريكا الشمالية وأمريكا الجنوبية. ويندر وجودهم في خليج غينيا، البحر الكاريبي خليج المكسيك.
ذات المرآة تنشر بيوضها في كل سنة، في المياة البحرية في مكان الذي يعيشون فيه عادةً، بحيث يعلقون كتل من بيوضهم بحطام يطفو.